# Берег (Дубенський район)
Бе́рег — село в Україні, у Смизькій селищній громаді Дубенського району Рівненської області. Населення становить 669 осіб.

## Географія
Село розташоване на лівому березі річки Ікви.

## Історія
У 1906 році село Вербівської волості Дубенського повіту Волинської губернії. Відстань від повітового міста 28 верст, від волості 10. Дворів 126, мешканців 785.
7 (20) листопада 1917 року, відповідно до Третього Універсалу Української Центральної Ради, увійшло до складу Української Народної Республіки.
12 червня 2020 року, відповідно до розпорядження Кабінету Міністрів України № 722-р від «Про визначення адміністративних центрів та затвердження територій територіальних громад Рівненської області», увійшло до складу Смизької селищної громади.
19 липня 2020 року, в результаті адміністративно-територіальної реформи та ліквідації  Дубенського (1939—2020) району, село увійшло до складу новоутвореного Дубенського району.

## Персоналії села
- Момотюк Дмитро Володимирович (1991—2014)  —український військовик, учасник російсько-української війни, загинув під Іловайськом.[5]